# Plătărești (gmina)
Plătărești – gmina w Rumunii, w okręgu Călărași. Obejmuje miejscowości Cucuieți, Dorobanțu, Plătărești i Podu Pitarului. W 2011 roku liczyła 4178 mieszkańców. 